# Slobozia (stad in Moldavië)
Slobozia (Oekraïens: Слободзея, Slobodzeja; Russisch: Слободзея, Slobodzeja) is een stad in het zuiden van de de facto onafhankelijke autonome regio Transnistrië binnen Moldavië. De stad ligt aan de Dnjestr tegenover het Moldavische arrondissement Copanca en is het bestuurlijk centrum van het arrondissement Slobozia. De bevolking bedroeg 14.618 inwoners bij de volkstelling van 2014. Hiervan bestond 46% uit Moldaviërs/Roemenen, 41% uit Russen, 11% uit Oekraïners en 2% uit andere etnische groepen. In de stad bevinden zich een suikerfabriek, bakkerij en een cementfabriek. De stad heeft een haven aan de Dnjestr.
De stad staat onder verscherpte belangstelling van het IAEA vanwege hoge radioactiviteitscijfers. Vermoed wordt dat er materiaal is begraven dat besmet raakte bij de kernramp van Tsjernobyl.

## Geschiedenis
De plaats werd mogelijk in het begin van de 18e eeuw gesticht, daar uit die tijd de eerste overblijfselen stammen. Bij de Sovjetvolkstelling van 1926 woonden er 9.400 mensen, waarvan 38% bestond uit Joden, 33,8% uit Oekraïners en 16% uit Moldaviërs. In 1938 kreeg de plaats de status van stad. Toen de legers uit nazi-Duitsland naar het gebied kwamen, werden de daar woonachtige Joden gemarteld. In de stad bevindt zich sinds 2006 een gedenkteken voor de Joden van de stad die werden omgebracht tijdens deze oorlog. Aan het einde van de Sovjet-Unie bereikte ze haar hoogtepunt, maar daalde daarna als gevolg van emigratie en een sterfteoverschot.

## Demografie
| Jaar      | 1907   | 1989   | 2014   | 2014   |
| Bevolking | 12.761 | 19.000 | 20.000 | 14.618 |